# Oligia
Oligia är ett släkte av fjärilar som beskrevs av Jacob Hübner 1821. Oligia ingår i familjen nattflyn.

## Dottertaxa tillOligia, i alfabetisk ordning[1][2]
- Oligia aerata
- Oligia aeruginis
- Oligia aethiops
- Oligia aethiops-lutescens
- Oligia agelasta
- Oligia albescens
- Oligia albilinea
- Oligia albilineola
- Oligia albiluna
- Oligia albirivula
- Oligia allecto
- Oligia alta
- Oligia ambigua
- Oligia ambiguella
- Oligia amoena
- Oligia anomalata
- Oligia apameoides
- Oligia arbora
- Oligia arcta
- Oligia arctana
- Oligia arctides
- Oligia atrivitta
- Oligia atrivittella
- Oligia bridghamii
- Oligia bruneonigra
- Oligia brunneata
- Oligia brunnescens
- Oligia cana
- Oligia christophi
- Oligia colombia
- Oligia confusa
- Oligia conjuncta
- Oligia crytora
- Oligia cupricolor
- Oligia decinerea
- Oligia dinawa
- Oligia divesta
- Oligia doerriesi
- Oligia dubia
- Oligia egensa
- Oligia erratricula
- Oligia exhausta
- Oligia exsiccata
- Oligia faroulti
- Oligia fasciata
- Oligia fasciuncula
- Oligia ferrea
- Oligia ferrealis
- Oligia ferruginea
- Oligia flava
- Oligia flavescens
- Oligia fractilinea
- Oligia fraudulenta, Synonym till Pabulatrix pabulatricula
- Oligia grahami
- Oligia grandis
- Oligia grisea
- Oligia grisescens
- Oligia hausta
- Oligia hispanica
- Oligia h-notata
- Oligia hypothermes
- Oligia hypoxantha
- Oligia ikondae
- Oligia illocata
- Oligia indirecta
- Oligia infima
- Oligia instructa
- Oligia intermedia
- Oligia invisa
- Oligia iridis
- Oligia juncta
- Oligia karafutonis
- Oligia khasiana
- Oligia laevigata
- Oligia laticlava
- Oligia latireptana
- Oligia latra
- Oligia latruncula
- Oligia leleupi
- Oligia leuconephra
- Oligia longidens
- Oligia mactata
- Oligia mactatoides
- Oligia marina
- Oligia marmorata
- Oligia mediofasciata
- Oligia melanodonta
- Oligia meretricula
- Oligia meretricularufa
- Oligia minuscula
- Oligia misera
- Oligia modica
- Oligia modiola
- Oligia multiplicata
- Oligia nigrithorax
- Oligia nigrofasciata
- Oligia nigrolimbata
- Oligia nigro-rufa
- Oligia niveiplaga
- Oligia nyctichroa
- Oligia obliquifascia
- Oligia obsolescens
- Oligia pachydetis
- Oligia pallida
- Oligia parathermes
- Oligia parietum
- Oligia perpusilla
- Oligia perrufa
- Oligia postnigra
- Oligia praeduncula
- Oligia pseudolatruncula
- Oligia rampartensis
- Oligia repetita
- Oligia roseosuffumata
- Oligia rubeuncula
- Oligia rubrescens
- Oligia rufa
- Oligia rufilinea
- Oligia rufo-aethiops
- Oligia rufo-suffumata
- Oligia rufulonigra
- Oligia rufulus
- Oligia rufulusoides
- Oligia scriptonigra
- Oligia scriptonova
- Oligia semicana
- Oligia semidiaphana
- Oligia sodalis
- Oligia stenopterygioides
- Oligia stigmata
- Oligia strigilis
- Oligia subambigua
- Oligia subcedens
- Oligia subjuncta
- Oligia suffumata
- Oligia suffusa
- Oligia tengularis
- Oligia tonsa
- Oligia transfrons
- Oligia tripunctata
- Oligia tusa
- Oligia una
- Oligia unicolor
- Oligia uniformis
- Oligia variegata
- Oligia versicolor
- Oligia violacea
- Oligia virgata
- Oligia vitiuncula
- Oligia vojnitsi
- Oligia vulgivaga
- Oligia vulnerata

## Bildgalleri

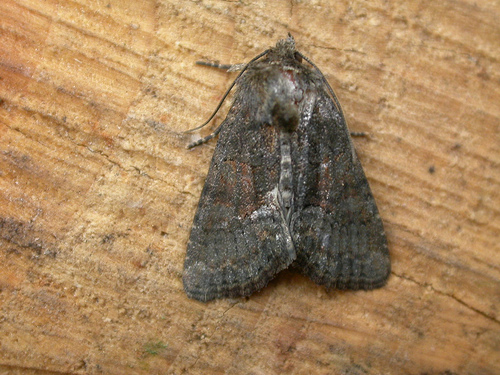
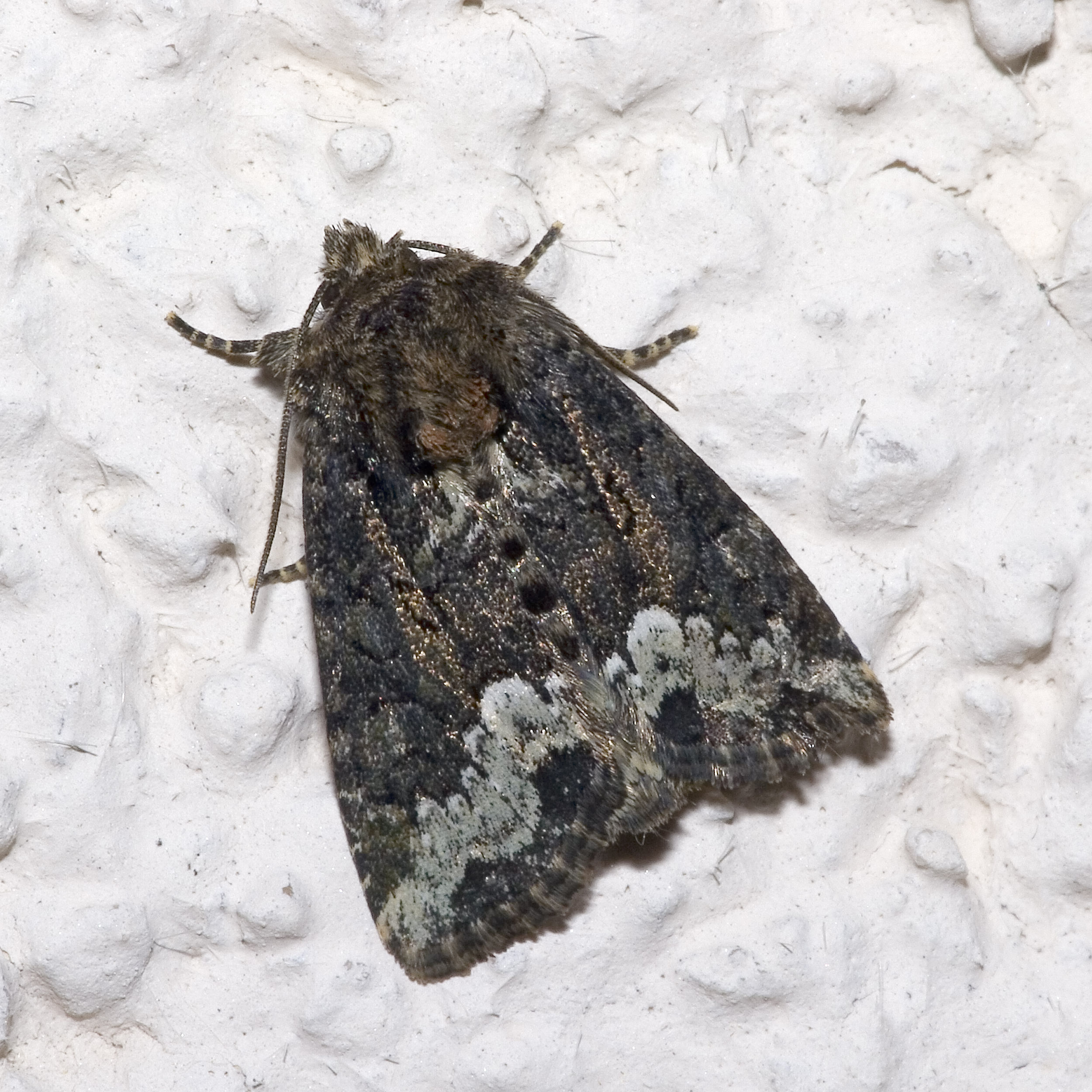